# Pleopeltis antrophyoides
Pleopeltis antrophyoides là một loài thực vật có mạch trong họ Polypodiaceae. Loài này được (Alderw.) Alderw. miêu tả khoa học đầu tiên năm 1909.